# Перед рассветом (фильм, 1953)
«Перед рассветом» (яп. 夜明け前 ёакэ маэ) — японский чёрно-белый фильм-драма, снятый в 1953 году режиссёром Кодзабуро Ёсимурой. Экранизация одноимённого романа Тосона Симадзаки. Режиссёр изображает Реставрацию Мэйдзи с точки зрения простых людей, герой фильма сходит с ума, поняв, что новое правительство не гарантирует счастья для масс.

## Сюжет
Действие начинается в 1860-е годы, незадолго до реставрации Мэйдзи. Хандзо, старший сын Китидзаэмона Аоямы, смотрителя почтовой станции, увлекшись трудами Ацутанэ Хираты, стал пропагандировать идеалы прошлого и критически относиться к правительству сёгуната. Отзвуки бурных лет конца сёгуната докатились и до их провинции. Став главой дома Аояма, Хандзо начинает осуществлять свои идеалы на деле — он прячет у себя политических врагов сёгуната, во время страшного неурожая открывает свои рисовые амбары крестьянам. Вскоре произошла реформация Мэйдзи. Но она далека от идеалов Хандзо. Видя страдания крестьян, он обращается к новому правительству с просьбой помочь им, но это кончается тем, что его смещают с поста начальника сельской управы. Его дочь О-Кумэ, стремившаяся получить образование, не в силах смотреть на страдания отца и пытается покончить жизнь самоубийством. Так деспотия безжалостно попрала идеалы Хандзо, которым он отдал свою жизнь. В припадке отчаяния он сходит с ума и умирает, запертый в комнате.

## В ролях
- Осаму Такидзава — Хандзо Аояма
- Нобуко Отова — его дочь О-Кумэ
- Син Датэ — Китидзаэмон Аояма, отец Хандзо
- Тикако Хосокава — мать Хандзо
- Фукуко Саё — О-Мин, жена Хандзо
- Акира Ямаути — сын Хандзо
- Масао Симидзу — Дзюхэйдзи
- Сумико Хидака — Осато
- Дзюкити Уно — Канэкити
- Тайдзи Тонояма — возничий
- Итиро Сугай — Хёэ Киму
- Таниэ Китабаяси — О-Фуки

## Премьеры
- — национальная премьера фильма состоялась 13 октября 1953 года[1].
- — 4 ноября 1966 года фильм впервые был показан в США[1].

## Награды и номинации
- Кинопремия «Майнити»
- 8-я церемония вручения премии (1954)[2]

Выиграны:
- Премия за лучшую операторскую работу 1953 года — Ёсио Миядзима (ex aequo «Краболов»).

- Премия журнала «Кинэма Дзюмпо» (1954)

- Фильм выдвигался на премию «Кинэма Дзюмпо» в номинации за лучший фильм года, однако по результатам голосования занял лишь 13-е место.